# Panzer II
Panzer II var en tysk kampvogn, der blev anvendt under den anden verdenskrig. Den blev oprindeligt udviklet som en nødløsning, mens mere moderne og tunge kampvogne blev færdigudviklet, men den endte alligevel med at blive meget anvendt i begyndelsen af krigen og spillede blandt andet en stor rolle under invasionen af Polen og Frankrig.
Panzer II-modellen blev også brugt som basis for en række specialkøretøjer.

## Historie
I løbet af 1934 blev det klart at både udviklingen og produktionen af Panzer III og Panzer IV ville blive forsinket. Krupp, MAN, Henschel og Daimler-Benz blev derfor bedt om at komme med forslag til en midlertidig løsning. Designet der blev valgt var baseret på Panzer I, men var større og havde en kraftigere 20 mm panserværnskanon i tårnet. Produktionen begyndte i 1935, og det tog 18 måneder før den første kampklare kampvogn blev leveret.
Panzer II var den mest almindelige kampvogn i de tyske panserdivisioner fra invasionen af Frankrig og frem til Panzer III- og IV-kampvognene blev introduceret i 1940/1941. Efter at Panzer III og IV var blevet introduceret, blev Panzer II mest anvendt til opklaringsopgaver. Den blev anvendt i angrebene på Polen, Frankrig, Danmark, Norge, Nordafrika og Sovjetunionen. Da den havde udspillet sin rolle ved fronten, blev den i stedet brugt bag ved fronten og til patruljeringer.
20 mm-kanonen viste sig ikke at være ret anvendelig mod de fleste allierede kampvogne, og man forsøgte at erstatte den med en kraftigere 37 mm kanon, men det blev imidlertid aldrig gennemført i praksis. Man designede også prototyper med en 50 mm panserværnskanon, men på det tidspunkt var Panzer II-kampvognen blevet så umoderne at det ikke længere var muligt at opgradere den til en brugbar kampvogn. Et tiltag der havde større effekt, var at erstatte den almindelige ammunition med panserbrydende granater med wolframkerner, men på grund af materialemangel var denne ammunitionstype altid vanskelig at få leveret. Kampvognstårne fra denne kampvogn blev i mange tilfælde anvendt til placering i bunkers på tyske flyvepladser under 2. verdenskrig som en del af flyvepladsens jordforsvar.

## Teknik
Panzer II havde en besætning på tre mand. Køreren sad forrest i undervognen, vognkommandøren sad i tårnet og betjente (maskin)kanonen, mens en lader/radiomand sad på en gulvmonteret stol skråt bagved køreren og derved skråt bagved tårnet, set i kørselsretningen. Denne kunne dreje stolen og sidde forlæns vendt mod centrum eller bagvendt og nærsikre bagenden via glughullet der. Radioen var placeret i overbygningen til venstre set i kørselsretningen.
Panzer II A, B og C havde 14 mm stålpanser på siderne, og 10 mm på dækket og i bunden. Fra og med udgave D opgraderede man pansringen med et 30 mm frontpanser og fra udgave F fik den 35 mm frontpanser og 20 mm på siderne. Beslutningen om at øge pansringen var baseret på erfaringerne fra kamphandlingerne, der viste at 14 mm var for lidt til praktisk brug. Reelt var pansering på 14 mm kun egnet til at beskytte mod håndvåben ild og mindre sprænggranat fragmenter. Tillige var stålet ikke specialhærdet og var altså ikke panserstål.
De fleste udgaver af Panzer II-modellen var bevæbnet med en 20 mm KwK 30 L/55 kanon. Nogle af de senere udgaver havde i stedet en 20 mm KwK 38 L/55 som lignede den foregående meget. Den var baseret på en 20 mm FlaK 30 luftværnskanon, og havde en skudhastighed på 280 skud i minuttet, hvilket er en meget høj skudkadence for en kampvogn. Panzer II-modellen var desuden også bevæbnet med en 7,92 mm maskingevær der var monteret koaksialt med hovedbevæbningen.
Kampvognen blev i visse tilfælde ombygget som platform for en 50 mm PaK 38 panserværnskanon, men denne bevæbning var allerede fra starten utilstrækkelig, og en større russisk 76,2 mm PaK 36(r) blev installeret som en nødløsning. Den mest almindelige panserjager-version havde en 75 mm PaK 40, der viste sig at være effektiv.
Artilleriversionerne blev til tider leveret med en 150 mm sIG 33 feltkanon, men den almindeligste og mest effektive version var med en 105 mm leFH 18 felthaubits. De fleste af disse modeller var udstyret med et MG34 maskingevær, til beskyttelse mod fly og infanteri. Originale filmoptagelser viser tydeligt at rekylen var alt for voldsom til den tekniske konstruktion og betød hurtig nedslidning af køretøjerne.
Alle produktionsversionerne af Panzer II-kampvognen havde en Maybach HL 62 TRM sekscylindret benzinmotor og gearkasse fra ZF. Modellerne A, B og C havde en maksimumshastighed på 40 km/t. Modellerne D og E havde Christie-affjedring og en bedre gearkasse, som gav den en maksimumshastighed på 55 km/t. En konsekvens af ændringerne var imidlertid også dårligere egenskaber i terrænkørsel. Alle versionerne havde en rækkevidde på 200 km.

## Versioner
- Panzer II Ausf A (PzKpfw IIA)
- Panzer II Ausf B (PzKpfw IIB)
- Panzer II Ausf C (PzKpfw IIC)
- Panzer II Ausf F (PzKpfw IIF)
- Panzer II Ausf D (PzKpfw IID)
- Panzer II Ausf E (PzKpfw IIE)
- Panzer II Ausf J (PzKpfw IIJ)
- Panzerkampfwagen II ohne Aufbau – uden tårn og overbygning (køreskole).
- Panzer II Flamm – flammekaster.
- 5 cm PaK 38 auf Fahrgestell Panzerkampfwagen II – panserjager med 50 mm kanon.
- 7,5 cm PaK 40 auf Fahrgestell Panzerkampfwagen II (Marder II) – panserjager med 75 mm kanon.
- Leichte Feldhaubitze 18 auf Fahrgestell Panzerkampfwagen II (Wespe) – 105 mm haubits.
- Munitions Selbsfahrlafette auf Fahrgestell Panzerkampfwagen II – ammunitionsvogn.
- Panzerkampfwagen II mit Schwimmkörper – med pontoner til Operation Seelöwe.
- 7,62 cm PaK 36(r) auf Fahrgestell Panzerkampfwagen II Ausf D – panserjager med russisk 76 mm kanon.
- Panzer II Ausf L (PzKpfw IIL) «Luchs» – overlappende vejhjul.